# チェット・ブルックス
チェット・ブルックス（Chet Brooks, 1966年1月1日- ）はテキサス州ミッドランド出身のアメリカンフットボール選手。ポジションはストロングセイフティ。大学時代彼は、"Wrecking Crew"と呼ばれた。

## 経歴
高校時代、スポーツと学業で優れた彼は、テキサス農工大学から奨学金のオファーを受けて進学、ディフェンスバックとしてプレーした。1984年にはアカデミックのオールアメリカンに選出されている。3年次、4年次の1986年、1987年にはチームキャプテンを務め、サウスウェスト・カンファレンスのオールチームに選ばれた。また彼の在学中、チームは1985年、1987年にコットンボウルで勝利している。
1988年のNFLのNFLドラフト11巡でサンフランシスコ・フォーティナイナーズに指名された。この年彼はニッケルディフェンスでのセイフティとして起用され10試合に出場したが、ひざの負傷により故障者リスト入りして、シーズン最後の6試合及びプレーオフには出場できなかった。1989年、負傷したジェフ・フラーに代わり先発の座を獲得、チーム3位の76タックル、3インターセプトをあげた。プレーオフでも10タックル、2インターセプトをあげ、チームは第24回スーパーボウルに進出し、スーパーボウルでも彼は先発出場し、インターセプトをあげた。ナイナーズからこの年の Ed Block Courage Award に選ばれている。
スーパーボウル勝利後の、1990年、8月中旬になってもチームとの契約は合意に達しなかった。この年8試合に出場、11月の試合が現役最後の試合となった。
ひざの怪我で1991年4月、現役生活を引退した。

## 人物
ハードヒッターとして知られた。